# Labirinto (órgão)
Labirinto é um órgão presente nos peixes Anabantídeos, situado no interior da cabeça, que permite a troca gasosa respiratória aérea, ou seja, o peixe pode respirar o oxigênio do ar, além da respiração aquática usual aos demais peixes.
Tal órgão é uma adaptação ao hábitat desses peixes, cuja água é pobre em oxigênio.
O labirinto é ricamente irrigado por vasos sanguíneos, que retiram o oxigênio do ar bombeado para dentro do órgão.
Alguns peixes que tem esse órgão são peixes bem resistentes como os peixes Betta.